# L'Estanyol (Angostrina)
L'Estanyol és un estany del Pirineu, situat en el terme comunal d'Angostrina i Vilanova de les Escaldes, a l'Alta Cerdanya, de la Catalunya del Nord.
És a prop de l'extrem nord-oest del terme al qual pertany. Té en el seu costat de ponent una extensa mollera, aiguamoll. És a 2.297,1 metres d'altitud. Com tots els estanys esmentats, pertany a la conca de la Tet.
L'Estanyol és un indret visitat habitualment per les rutes excursionistes del sector nord del Massís del Carlit.